# Forelia ovalis
Forelia ovalis är en kvalsterart som beskrevs av Marshall 1929. Forelia ovalis ingår i släktet Forelia och familjen Pionidae. Inga underarter finns listade i Catalogue of Life.